# Сольман, Рольф
Рольф Питер Рагнарссон Сольман (швед. Rolf Peter Ragnarsson Sohlman; род. 12 марта 1954 года, Стокгольм, Швеция) — шведский актёр, режиссёр и продюсер.
Дебютировал в фильме «Шведская история любви» режиссёра Роя Андерссона в 1970 году. В 1986 году стал руководителем телевизионной компании «Jarowskij», а также «IFTS» и «Pampas Produktion AB».

## Фильмография

##### Актёр
| Год  | Название                            | Персонаж        |
| ---- | ----------------------------------- | --------------- |
| 1970 | Шведская история любви              | Пер             |
| 1975 | Выпустите узников — на улице весна! | молодой человек |
| 1976 | Mina drömmars stad                  |                 |
| 1977 | Hempas bar                          | Фредди          |
| 1993 | Minns Ni?                           |                 |
| 2002 | Heja Björn                          | Лассе           |

##### Режиссёр
| Год       | Название                   |
| --------- | -------------------------- |
| 1991-1992 | Детский детектив           |
| 1992      | Kusiner i kubik (сериал)   |
| 1992      | Rederiet (сериал)          |
| 1995      | Anmäld försvunnen (сериал) |
| 1996-1997 | Vänner och fiender         |
| 1999      | Lukas 8:18                 |

##### Продюсер
| Год  | Название        |
| ---- | --------------- |
| 2006 | Tjocktjuven     |
| 2015 | Пылающие сердца |

## Личная жизнь
Отец — юрист Рагнар Сольман. Мать — продюсер и телеведущая Карин Фальк. Женат, имеет троих детей от предыдущих браков.